# 킬러 마이크
킬러 마이크(Killer Mike, 본명 Michael Render, 1975년 4월 20일 애틀랜타 ~ )는 미국의 힙합가수이다. 현재 그는 T.I.가 설립한 레이블인 그랜드 허슬 레코드에 소속되어 있다.

## 출연 작품
- 베이비 드라이버